# جوني روذرفورد
جوني روذرفورد (بالإنجليزية: Johnny Rutherford)‏ هو سائق سيارة سباق أمريكي، ولد في 12 مارس 1938 في كوفيفيل في الولايات المتحدة.

## وصلات خارجية
- جوني روذرفورد على موقع Racing-Reference.info (الإنجليزية)
- جوني روذرفورد على موقع DriverDB.com (الإنجليزية)

- جوني روذرفورد على موقع إن إن دي بي (الإنجليزية)